# Breda Ba.15
Il Breda Ba.15 fu un aereo da turismo monomotore, biposto monoplano ad ala alta sviluppato dalla divisione aeronautica dell'azienda italiana Società Italiana Ernesto Breda nei tardi anni venti.
Benché destinato al mercato dell'aviazione civile da turismo, venne utilizzato anche in ambito militare come addestratore basico nei reparti della Regia Aeronautica,

## Storia del progetto
Nel 1928 il Ministero dell'aeronautica emise una richiesta per la realizzazione di un velivolo leggero da utilizzarsi nel ruolo di addestratore basico per le scuole di volo, come aereo da collegamento e da turismo.

Al bando di concorso parteciparono la quasi totalità delle aziende di produzione aeronautica del territorio nazionale, tra cui la Breda con il suo Ba.15 che pur non essendone risultata vincitrice si classificò ottimamente nelle prove comparative del febbraio 1929. Alla fine furono addirittura dieci i progetti che vennero ritenuti all'altezza dei requisiti richiesti; oltre il Ba.15, il vincitore Fiat-Ansaldo A.S.1, l'AVIA FL.3, il CAB C.4, il Caproni Ca.100 (più noto come "Caproncino"), il CANT 26, l'IMAM Ro.5, il Macchi M.70, il Magni Vittoria ed il Piaggio P.9.

## Tecnica

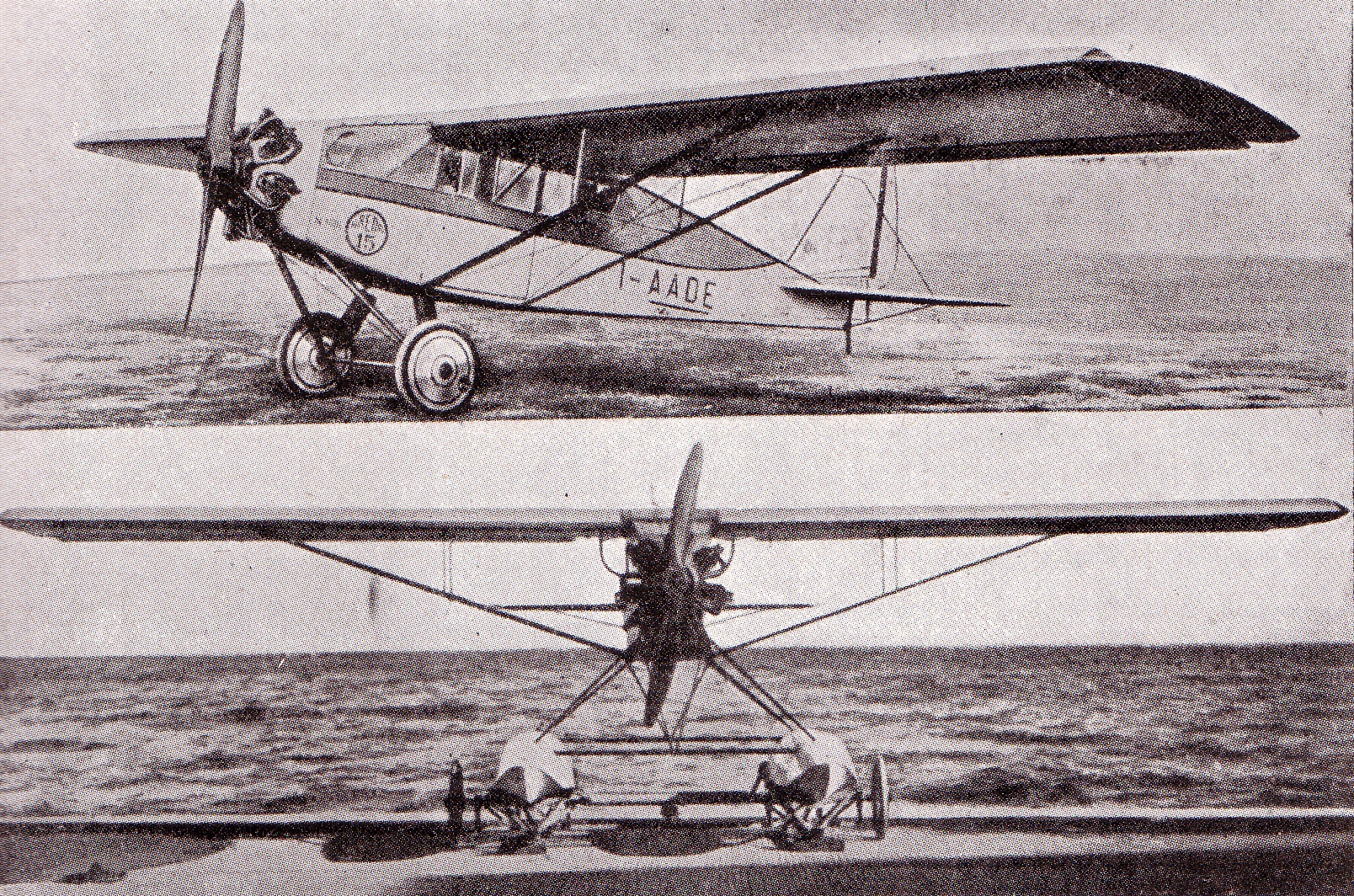
Il Ba.15 in versione idrovolante e terrestre

Il Ba.15 era un monomotore monoplano di aspetto piuttosto convenzionale caratterizzata dall'ala alta a parasole.
La fusoliera di sezione rettangolare era realizzata in tubi di acciaio saldati e rivestita di tela verniciata.

La cabina di pilotaggio è chiusa, con due posti in tandem: anteriore per il passeggero e posteriore per il pilota, dotata di un'ampia vetratura.

Posteriormente la fusoliera terminava in una coda convenzionale dall'impennaggio monoderiva.
Il carrello d'atterraggio era fisso, ad asse interrotto con molleggio e ammortizzatori in gomma, e le ruote sono provviste di freni.

Il pattino di coda è orientabile e montato su ammortizzatori elastici.
Anteriormente era posizionato il motore, che in questo modello non era legato ad una particolare fornitura; vennero infatti utilizzati principalmente il cecoslovacco radiale 7 cilindri Walter Venus, ma anche il connazionale Walter Mars oltre a motori in linea, tra cui gli italiani Colombo S.63 ed Isotta Fraschini Asso 80 Ri ed i britannici Cirrus III e de Havilland Gipsy I.
In pratica, sul Breda 15 S poteva essere montato qualsiasi motore (a cilindri a stella o in linea), purché di potenza compresa fra 85 e 140 CV.
A causa delle diverse caratteristiche dei motori impiegati venivano utilizzate delle ali diverse le cui misure variavano dai 10,0 ai 10,80 m.

## Impiego operativo
Benché principalmente destinato all'uso civile, alcuni Ba.15 furono impiegati come addestratori anche nelle scuole di volo militari della Regia Aeronautica.

## Versioni
Ba.15
prima versione.
Ba.15H
versione idrovolante a scarponi.
Ba.15S
versione modificata.

## Utilizzatori

### Militari
Italia
- Regia Aeronautica

## Esemplari attualmente esistenti

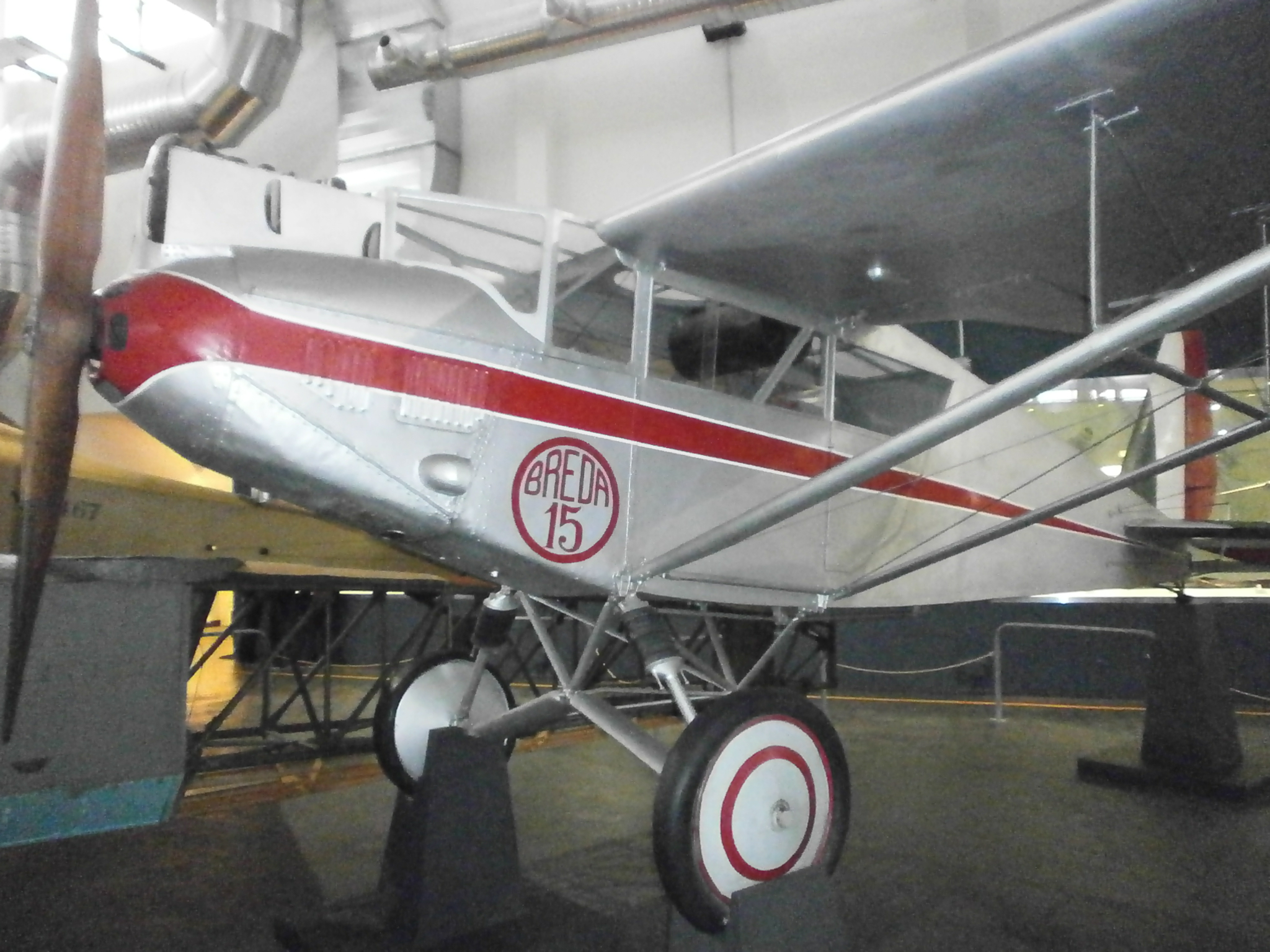
Il Ba.15 come quello di Gaby Angelini.

Un Ba.15 equipaggiato con un motore de Havilland Gipsy I, esposto presso il Museo nazionale della scienza e della tecnologia Leonardo da Vinci di Milano, è un esemplare simile a quello usato da Gaby Angelini per il suo raid europeo del 1932 e il suo raid Orientale.

### Periodici
- (EN) The Breda "15", an italian light monoplane, in Flight, Sutton, Surrey (UK), Reed Business Information Ltd, 9 maggio 1929,  pp. 378-9. URL consultato il 28 settembre 2012.